# 試製超輕機槍
試製超輕機槍（日語：試製超軽機関銃），是一種丙型步槍的全自動變體，帶有擴容的20發彈匣和一個槍盾。也叫日特輕機槍。設計者是後來以62式機槍而聞名的河村正彌博士。這個版本被稱為試製超輕機槍。它使用在6.5×50mm有坂子彈，就像丙型步槍一樣。這種變體在1938年進行了測試，但由於可靠性低和射速過高而沒有採用。

## 流行文化

### 電子遊戲
- 2022年—《应征入伍》：作為日軍付費武器，而在科技樹上也可研發解鎖試製超輕機関銃丙型。